# Megistopus lucasi
Megistopus lucasi is een insect uit de familie van de mierenleeuwen (Myrmeleontidae), die tot de orde netvleugeligen (Neuroptera) behoort. 
Megistopus lucasi is voor het eerst wetenschappelijk beschreven door Navás in 1912.